# Patrick van Aanholt
Patrick John Miguel van Aanholt (* 29. srpna 1990 's-Hertogenbosch) je nizozemský profesionální fotbalista, který hraje na pozici levého obránce za nizozemský klub Sparta Rotterdam. Mezi lety 2013 a 2021 odehrál také 19 utkání v dresu nizozemské reprezentace.

## Klubová kariéra
Od roku 2009 působil v Chelsea FC, ale pravidelně hostoval jinde.
V červenci 2014 přestoupil z Chelsea FC (kde se nedokázal prosadit) do Sunderlandu. Podepsal čtyřletou smlouvu.

## Reprezentační kariéra
Patrick van Aanholt byl členem nizozemských mládežnických výběrů. V červnu 2013 byl nominován na Mistrovství Evropy hráčů do 21 let konané v Izraeli. S týmem se dostal do semifinále, kde Nizozemsko vypadlo s Itálií po porážce 0:1.
V nizozemském A-týmu debutoval 19. 11. 2013 v přátelském utkání na stadionu Amsterdam ArenA proti reprezentaci Kolumbie (remíza 0:0).